# Platée

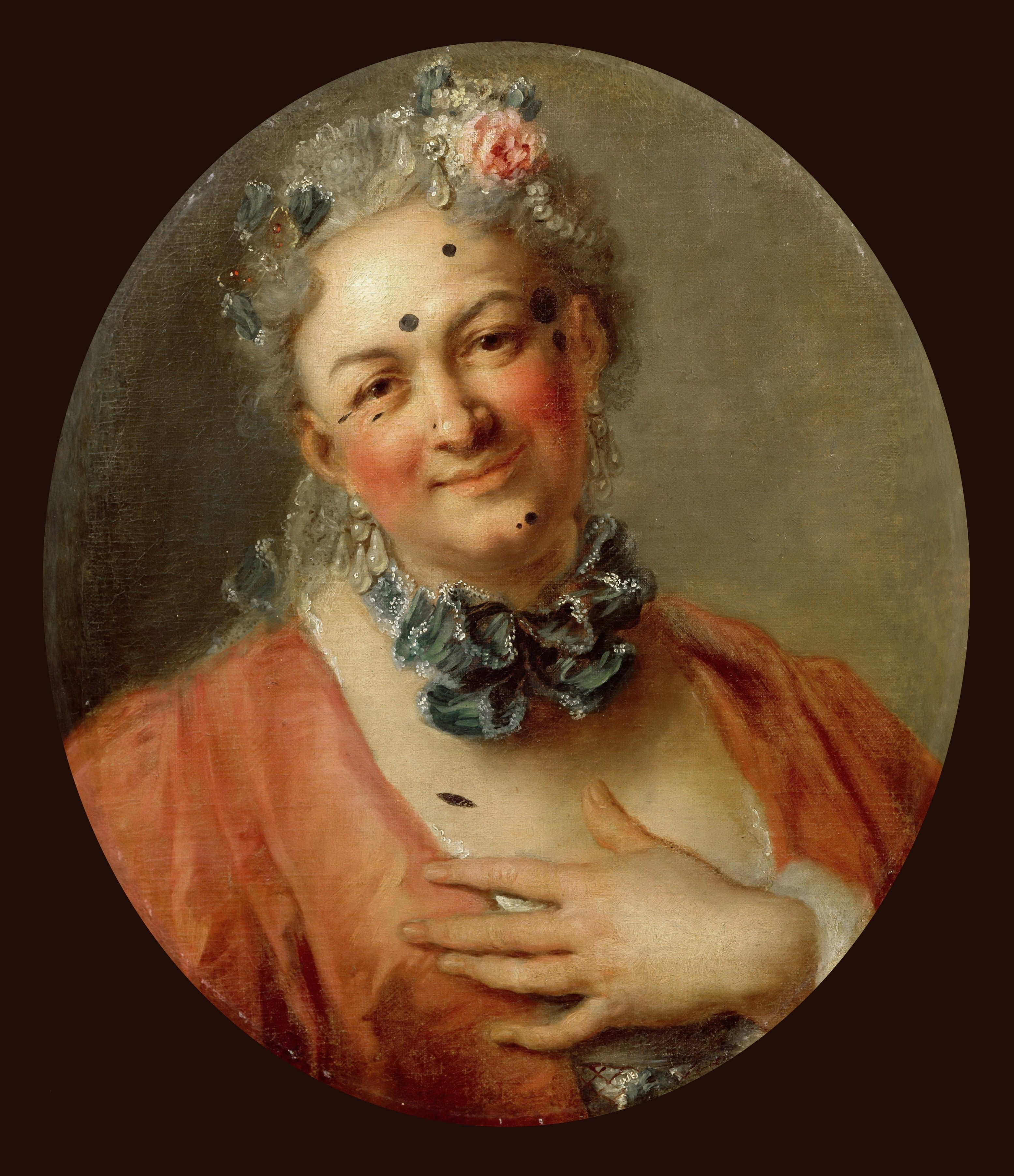
Pierre Jélyotte (1713-1797)
no papel-travesti da ninfa Plateia

Platée (em francês, traduzível para Plateia) é uma ópera de Jean-Philippe Rameau, dividida em um prólogo e três atos, cuja estreia ocorreu em 31 de março de 1745 na Grand Ecurie de Versalhes. O libretto foi escrito por Adrien-Joseph Le Valois d'Orville.

## Histórico
Platée foi a primeira tentativa de Rameau no campo da ópera cômica. O enredo gira em torno de Platée, uma ninfa aquática sem beleza que acredita que Júpiter está dela enamorado. A obra foi inicialmente intitulada ballet bouffon, mas depois foi chamada de comédie lyrique. Foi escrita para a celebração de núpcias do Delfim Luís de França com a Infanta Maria Teresa Rafaela de Espanha, a qual, segundo relatos, também não possuía beleza. Mas em vez de isso causar embaraço, a obra foi bem recebida, e poucos meses depois Rameau foi nomeado Compositor da Câmara do Rei, com boa pensão.
A ópera cômica era relativamente rara na França barroca, mas nenhum dos contemporâneos parece ter percebido a novidade que Platée representava . Para sua concepção Rameau pode ter se inspirado em uma ópera cômica mais antiga, Les amours de Ragonde, de Jean-Joseph Mouret, de 1742 . Rameau comprou os direitos do libretto, originalmente Platée ou Junon Jalouse (Plateia, ou Juno ciumenta), escrito por Jacques Autreau (1657-1745), e incumbiu d'Orville de adaptá-lo . A origem da história é um mito grego relatado por Pausânias em seu Guia da Grécia.
Platée foi uma das mais estimadas óperas de Rameau durante sua vida. Agradou até mesmo críticos que o haviam combatido durante a Querela dos Bufões, uma polêmica pública que debateu os méritos da ópera francesa e italiana. Melchior Grimm a chamou de obra sublime. Mesmo o pior inimigo de Rameau, Jean-Jacques Rousseau, a qualificou como divina . Talvez estes críticos tenham visto em Platée um caminho para a opera buffa que eles apoiavam .
A obra foi encenada uma vez no casamento real em 1745. Pouco se sabe sobre o elenco desta estreia, exceto que o papel-título (um papel-travesti) foi levado pelo famoso cantor Pierre Jélyotte, primo haute-contre (tenor) da Ópera Nacional de Paris. Foi reapresentada em temporada em Paris, em 1749, com adaptações do compositor e do libretista Ballot de Sovot. Em 1754 foi revivida ao longo da Querela dos Bufões como comparação com a obra I viaggiatori, de Leonardo Leo. Sua última apresentação em vida de Rameau ocorreu em 1759.
Uma nova apresentação teria de esperar até 1901, quando Hans Schilling-Ziemssen encenou em Munique uma versão pesadamente adaptada. A versão francesa reapareceu em uma produção em Monte Carlo em 1917. Outra em França só se deu em 1956, em Aix-en-Provence, e depois em 1977 na Ópera Comique. Só foi apresentada no Reino Unido em 1983, e nos Estados Unidos em 1987.
Outra produção aconteceu no Festival de Edimburgo de 1997, e em 1999 recebeu uma requintada produção na Ópera de Paris, com direção de Marc Minkowski e produção de Laurent Pelly, posteriormente registrada em DVD. Novamente em 2007 foi encenada Summer 2007 Festival da Ópera de Santa Fé.

## Características da obra
Platée é uma fusão de vários estilos e formas, emoldurados em um arcabouço burlesco. O contraste entre os personagens cômicos e sérios é enorme e o caráter humorístico é aumentado pela personagem feminina do título, Platée, que deve ser cantada por um homem travestido. A ilustração sonora das cenas é muito evocativa e musicalmente eficaz, com destaque para a exploração de efeitos onomatopaicos no coro Dis done pourquoi? Quoi? Quoi?, onde a palavra quoi é tratada em imitação do coaxar das rãs e sapos dos brejos onde Platée vive. A partitura está repleta de instruções detalhadas de execução instrumental para obtenção de efeitos sonoros especiais como os quartos de tom, e as formas estruturais da ária e das danças são frequentemente rompidas para fins expressivos.

## Personagens
- Thespis (Téspis), inventor da Comédia (haute-contre)
- Momus (Momo), Deus da Sátira (baixo barítono)
- Thalie (Tália), Musa da Comédia (soprano)
- Amour (Amor) (soprano)
- Cithéron (Citerão), Rei da Montanha (baixo barítono)
- Mercure (Mercúrio), o Deus Mensageiro (haute-contre)
- Platée (Plateia), a ninfa (haute-contre)
- Clarine, serva de Platée (soprano)
- Jupiter (Júpiter), o Rei dos Deuses (barítono)
- La Folie (A Loucura) (soprano)
- Junon (Juno), esposa de Júpiter (soprano)
- Animais, filósofos, figurantes, cantores, dançarinos [6]

## Enredo

### Prólogo
Depois de uma noite de festa, o Coro desperta Téspis de seu sono embriagado, e ele canta uma canção em honra a Baco, onde narra suas infidelidades. Tália e Momo chegam, e dizem a Téspis que os outros deuses se comportam da mesma forma. Téspis então fala sobre o ciúme de Juno, e eles planejam a apresentação de um entretenimento em que representariam a eterna tentativa de Júpiter de curar sua esposa Juno de seu ciúme. Inicialmente deixado de fora dos planos, Cupido (Amor) chega furioso à cena e proclama que será impossível montarem o evento sem ele, pois como poderia haver uma peça sem a inspiração do amor? Assim, ele se junta ao grupo e iniciam os planejamentos.

### Ato 1
Em meio a uma tempestade, Citerão pede aos deuses que aplaquem os elementos. Mercúrio desce do céu e explica que a tormenta é causada pelo ciúme de Juno, e que ele foi enviado por Júpiter para resolver a situação. A solução que Citerão apresenta é a de que seja levado a cabo o plano que eles estavam elaborando. Nele, Júpiter simularia estar apaixonado pela feia Platée, a qual sempre está convencida de que todos os que se aproximam de seu lago ficam enlouquecidos de amor por ela. Quando Juno pensasse que eles estavam a ponto de casar, perceberia que seu ciúme é infundado e o casal se reconciliaria. Mercúrio diz que deve ir informar Júpiter sobre o combinado, e chega Platée. Enquanto parecia acreditar de era Citerão quem estava enamorado por ela, Platée fica deliciada ao ouvir de Mercúrio que Júpiter logo desceria dos céus para lhe declarar seu amor. Nova tempestade evocada por Juno se desencadeia, mas Platée não se abala, e as outras criaturas aquáticas se retiram para seus ninhos.

### Ato 2
Estando Juno em Atenas, para onde foi levada a ir, enganada por Mercúrio, este e Citerão procuram um bom lugar para observar os acontecimentos. Acompanhado de Momo, chega Júpiter, primeiro sob a forma de um jumento, depois como um mocho, e por fim em pessoa, entre trovões e relâmpagos. Entrementes, um divertissment toma lugar, onde a Loucura canta a história de Apolo e Dafne, para advertir Platée para que não se envolva com Júpiter. Cantores e dançarinos aplaudem e ao mesmo tempo ridicularizam Platée.

### Ato 3
Enquanto outros personagens vão chegando para o casamento de Júpiter e Platée, Juno volta de Atenas, enfurecida por ter sido ludibriada, mas é persuadida por Mercúrio para que se esconda e espere até o momento oportuno. Momo surge mal-disfarçado de Cupido, e oferece presentes a Platée. O casamento começa, mas se detém no momento do juramento de fidelidade, quando Júpiter aguarda o aparecimento de Juno. Quando esta vê a face de Platée, que vai removendo o véu, percebe que tudo não passou de uma farsa. Os deuses ascendem para o Olimpo novamente e Platée, furiosa mas humilhada por todos, volta tristemente para seu poço.

## Gravações selecionadas
| Ano  | Elenco                                                                        | Regente, Local e Orquestra                                                                   | Selo                                         |
| ---- | ----------------------------------------------------------------------------- | -------------------------------------------------------------------------------------------- | -------------------------------------------- |
| 1956 | Michel Sénéchal, Jeanine Micheau, Nicolai Gedda, Jacques Jansen               | Hans Rosbaud, Orchestre de la Société du Conservatoire                                       | Audio CD: EMI                                |
| 1989 | Gilles Ragon, Bernard Deletré, Jennifer Smith, Vincent Le Texier, Guy de Mey  | Marc Minkowski, Les Musiciens du Louvre                                                      | Audio CD: Wea International ASIN: B000009IU9 |
| 2003 | Paul Agnew, Mireille Delunsch, Yann Beuron, Vincent Le Texier, Laurent Naouri | Marc Minkowski, Opéra National de Paris, Orquestra e Coro Les Musiciens du Louvre - Grenoble | DVD: Kultur D2919                            |